# 卢茨·乌布利希
卢茨·乌布利希（德語：Lutz Ulbricht，1942年11月9日—），德国男子赛艇运动员。他曾代表西德参加1968年和1972年夏季奥林匹克运动会赛艇比赛，其中1968年奥运会获得一枚金牌。